# Aurélio do Carmo
Aurélio Corrêa do Carmo (Belém, 31 de janeiro de 1922 — Belém, 1 de maio de 2020) foi um político, magistrado e advogado brasileiro. Foi governador do Pará de 1961 até 1964, quando foi deposto pelo golpe militar de 1964 liderado no estado por Jarbas Passarinho e Alacid Nunes. Posteriormente, foi desembargador do Tribunal de Justiça do Estado do Pará de 1972 até 1985.

## Biografia
Aurélio do Carmo formou-se em direito pela Faculdade de Direito do Pará em dezembro de 1944. Enquanto estudava, trabalhou como escriturário do Tribunal de Justiça do Estado do Pará. De 1945 a 1956, foi promotor público da Comarca de Castanhal e depois de Belém. Atuou como assistente judiciário cível, chefe da assistência judiciária, secretário do Ministério Público, delegado de polícia da capital e corregedor do Departamento de Segurança Pública. De 1956 a 1959, foi chefe de polícia do Pará durante o governo de Magalhães Barata. Também foi professor de direito penal na Faculdade de Direito do Estado do Pará.
Em 1945, se filiou ao Partido Social Democrático. Durante o governo de Magalhães Barata, se tornou pessoa de confiança do governador. Em 1959, Magalhães Barata faleceu e seu sucessor, Luís Geolás de Moura Carvalho, apoiou a candidatura de Carmo para o executivo estadual. Ainda em 1959, no mês de agosto, Carmo foi eleito presidente do União Esportiva, primeiro clube campeão e bicampeão paraense de futebol e que desde a década de 1940 vinha perdendo para a Tuna Luso a condição de terceira força local neste esporte.
Na eleição de 1960, disputou o governo paraense contra Aldebaro Klautau e Zacarias de Assunção. Carmo foi eleito com 118 mil votos (54,5% dos votos válidos), ante os 54 mil votos de Klatau e 44 mil de Zacarias. Foi empossado em 31 de janeiro de 1961. Durante seu governo foram criadas as Centrais Elétricas do Pará (Celpa) e o Banco do Estado do Pará.
Em 1964, relutou em apoiar publicamente o golpe de Estado contra o presidente João Goulart, embora o fizesse em privado. Carmo eventualmente aceitou a inclusão de seu nome na lista de signatários do Manifesto ao Povo do Pará, utilizado para demonstrar solidariedade com os golpistas. Assim, se tornou o primeiro governador a apoiar o golpe.
Carmo se recusou a prestar depoimento para uma "comissão de investigação sumária" ligada ao regime militar instaurado. Em junho de 1964, teve seu mandato cassado e os direitos políticos suspensos por dez anos, com base no Ato Institucional n.º 1. As autoridades militares acusaram o governador cassado de corrupção.
Com a deposição, exerceu a advocacia no Rio de Janeiro até recuperar seus direitos políticos e retornar para seu estado natal. Em janeiro de 1972, foi designado como desembargador do Tribunal de Justiça do Pará, por meio do Quinto Constitucional, mantendo-se neste cargo até atingir a idade de aposentadoria compulsória, em 1985. Após a aposentadoria, estabeleceu um escritório de advocacia.
Em 2002, foi candidato ao Senado Federal. Candidato pelo PMDB, recebeu 97.606 votos, ou 2,06% dos votos válidos, e não foi eleito.
Em 2008, publicou seu livro de memórias, intitulado Lembranças que valem a pena lembrar. Em 2012, na ocasião solene na qual a Federação Paraense de Futebol festejou a centésima edição do seu torneio estadual, Aurélio Carmo representou o já extinto clube do União Esportiva, cuja presidência chegara a conciliar com o cargo de governador paraense em 1960.
Morreu no dia 1 de maio de 2020, em Belém, devido a complicações de uma pneumonia. O Governo do Pará decretou luto oficial por três dias.